# 聖詹姆斯馬塔莫羅斯
聖詹姆斯·馬塔莫羅斯(摩爾殺手)，是西班牙著名的神話人物幫助基督徒戰勝穆斯林。據傳說，馬塔莫羅斯是耶穌基督使徒的聖雅各的兒子。
西班牙傳說講述他出現在844年5月23日克拉維霍的爭鬥，騎著一匹白馬以及帶著一面白旗幫助基督徒擊敗摩爾人（穆斯林），發動收復失地運動（“光復運動”）。這場戰役首次被提到是在13世紀的托雷多總主教羅德里哥·希梅內斯·德拉達所編纂的史書中。
在十七世纪前，他是西班牙民間崇拜的聖人，稱他為西班牙的守護聖人。直到1760年11月，當教皇克萊門特十三世撤銷這一榮譽，並正式宣布無原罪聖母作為西班牙的守護聖人。
在馬德里三一一連環爆炸案後，他不再被稱國家聖人，但雕像仍保留在圣地亚哥-德孔波斯特拉主教座堂。